# ホセ・ルイス・カミネロ
ホセ・ルイス・ペレス・カミネロ（José Luís Pérez Caminero, 1967年11月8日 - ）は、スペイン・マドリード出身の元サッカー選手。スペイン代表であった。ポジションはMF（センターハーフ、ウイング）、DF（スイーパー）。

## 経歴

### クラブ
レアル・マドリードの下部組織で育ち、1987年から1989年まではセカンドチームであるレアル・マドリード・カスティージャでプレーしたが、トップチームに昇格することはできなかった。1989年夏にレアル・バリャドリードに完全移籍し、セグンダ・ディビシオン（2部）降格回避に貢献した。1990年12月16日のバレンシアCF戦(3-1)でプリメーラ・ディビシオン（1部）初得点を決めた。1993年夏にはアトレティコ・マドリードに移籍し、キャリアの最盛期を迎えた。1995-96シーズンにはリーグ戦37試合に出場して9得点し、リーグとコパ・デル・レイの2冠を達成した。シーズン終了後にはエル・パイス紙とドン・バロン紙の最優秀スペイン人選手賞を受賞したが、アトレティコ・マドリードの選手で2紙の同賞を同時に獲得したのは彼が初めてだった。1996-97シーズンにはキャリアハイの14得点を挙げた。1998年に古巣レアル・バリャドリードに復帰したが、2003-04シーズン終了後にセグンダ・ディビシオン降格が決まり、シーズン終了後に現役引退した。晩年はプレーの多彩さを発揮し、スイーパーとして出場することが多かった。リーガ・エスパニョーラでは14シーズンで通算408試合に出場して57得点した。

### 代表
1993年9月8日、チリとの親善試合(2-0)でスペイン代表デビューした。1994年にはアメリカで開催された1994 FIFAワールドカップに出場し、ボリビア戦(3-1)で2得点を決めるなどチームトップの3得点を挙げた。1996年にはイングランドで開催されたUEFA欧州選手権1996に出場し、フランス戦では同点弾を決めた。通算21試合に出場して8得点した。

### 現役引退後
2004年の現役引退後にはレアル・バリャドリードのスポーツディレクターに任命されたが、2007-08シーズン終了後に個人的な理由で退任した。2011年5月、アトレティコ・マドリードのスポーツディレクターに就任した。

## エピソード
ペドロ・アルモドバル監督の『ライブ・フレッシュ』という映画中に、FCバルセロナのミゲル・アンヘル・ナダルに対してカミネロがドリブルで抜き去るシーンが登場する。

## タイトル

### クラブ
- アトレティコ・マドリード
  - リーガ・エスパニョーラ: 1995–96
  - コパ・デル・レイ: 1995–96

### 個人
- エル・パイス紙 最優秀スペイン人選手賞 : 1995-96
- ドン・バロン紙 最優秀スペイン人選手賞 : 1995-96